# Ben Payal
Ben Payal (né le 8 septembre 1988) est un footballeur luxembourgeois ayant joué pour des équipes du Luxembourg.

## Équipes
| Saison    | Club            | Pays               | Championnat | Coupes nationales | Coupes continentales | Sélection |
| --------- | --------------- | ------------------ | ----------- | ----------------- | -------------------- | --------- |
| 2004-2005 | Lorentzweiler   | 3. League          | -           | -                 | -                    | -         |
| 2005-2006 | Jeunesse d'Esch | Division nationale | 18 matchs   | -                 | -                    | 3 matchs  |
| 2006-2007 | Jeunesse d'Esch | Division nationale | 19 matchs   | -                 | -                    | 11 matchs |
| 2007-2008 | Dudelange       | Division nationale | -           | -                 | -                    | 7 matchs  |
| 2008-2009 | Dudelange       | Division nationale | 19 matchs   | -                 | -                    | 8 matchs  |
| 2009-2010 | Dudelange       | Division nationale | 25 matchs   | -                 | -                    | 6 matchs  |
| 2010-2011 | Dudelange       | Division nationale | 17 matchs   | -                 | -                    | 10 matchs |
| 2011-2012 | Dudelange       | Division nationale | -           | -                 | -                    | -         |

Dernière mise à jour le 25 novembre 2011

## Palmarès
- Champion du Luxembourg en 2008, 2009, 2011 et 2015
- Vainqueur de la Coupe du Luxembourg en 2009